# Yvonne de Bark

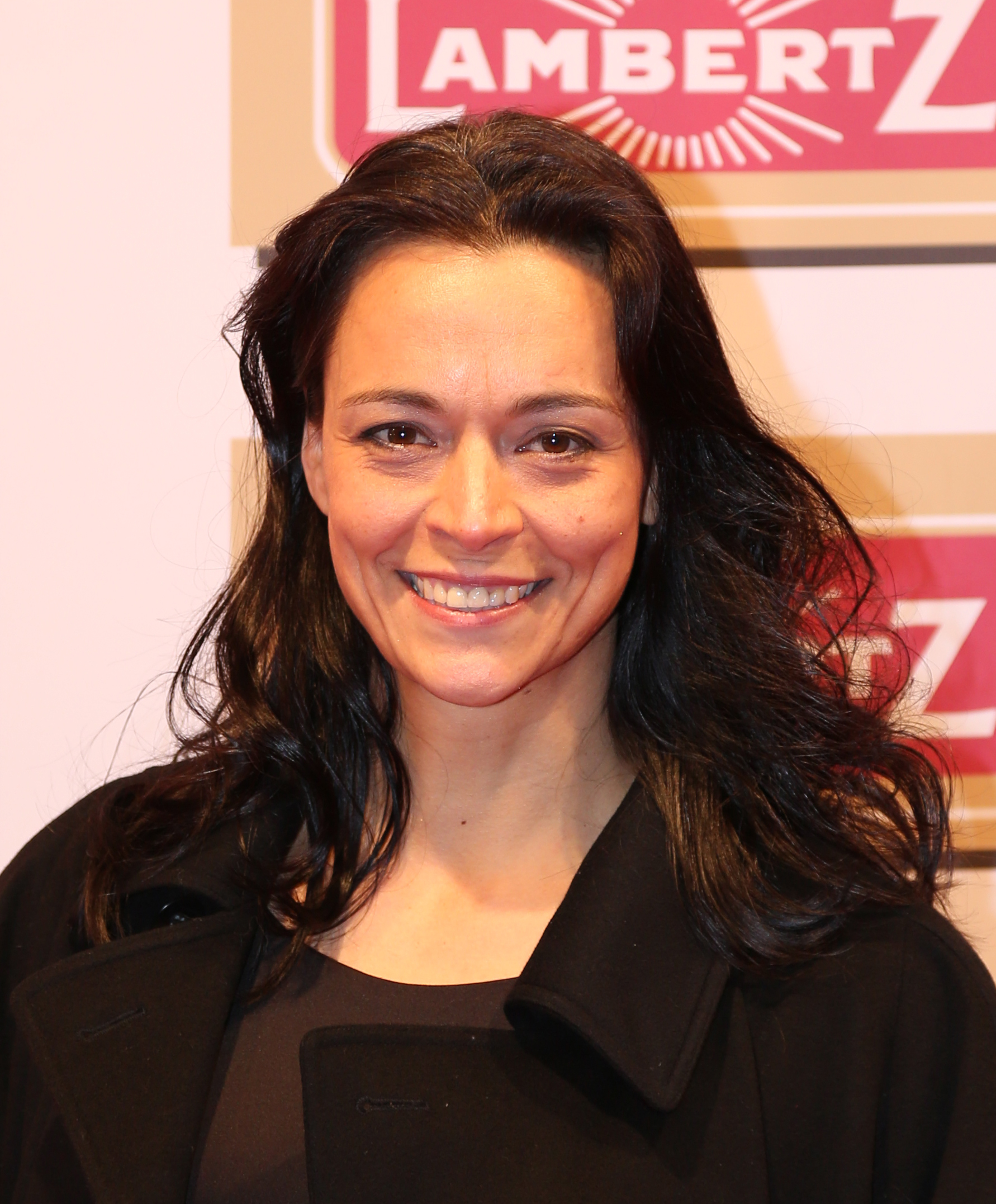
Yvonne de Bark (2017)

Yvonne de Bark (* 8. August 1972 als Yvonne Wunschel in München) ist eine deutsche Schauspielerin, Autorin und Podcasterin. Seit 2013 arbeitet sie als Coach und Referentin zum Thema Körpersprache. Sie ist Dozentin an der Steinbeis-Hochschule Berlin im Bereich Managementtraining.

## Leben
Yvonne de Bark studierte Sport und Englisch auf Lehramt, brach das Studium jedoch ab und besuchte eine Schauspielschule. Nach der Schauspielschule war sie in den Kinoproduktionen Trinity und Babyface und Zeit des Schweigens zu sehen. Vor ihrer Babypause spielte sie die weibliche Hauptrolle in dem von ihr als Yvonne Wunschel mitinszenierten Film FinalCut.com, der in Deutschland unter dem Titel Suicide erschienen ist.
De Bark ließ sich im Jahr 2000 für die Aprilausgabe des deutschen Playboy fotografieren.
1999 verkörperte sie in der Fernsehserie Die Motorrad-Cops die Polizistin Sunny Labone. Des Weiteren spielte sie in Fernsehserien wie Küstenwache, Die Rosenheim-Cops, Alarm für Cobra 11 – Die Autobahnpolizei (Folge: Verraten und Verkauft), Im Namen des Gesetzes, Hallo Robbie! und Der Fahnder mit. Außerdem spielte sie in der Serie Marienhof als Gast die Rolle der Türkin Aishe Memis. Nach vier Jahren Babypause war de Bark ab dem 21. Juni 2006 in der Daily-Soap Unter uns bei RTL zu sehen, in der sie die Rolle der Dr. Pia Lassner verkörpert. Ihren letzten Drehtag hatte sie am 13. Juni 2009. Auf dem Bildschirm war sie noch bis zum 13. August 2009 zu sehen.
Im Oktober 2007 war de Bark Covergirl des deutschen Männermagazins Matador.
Am 11. April 2010 nahm sie an der VOX-Sendung Das perfekte Promi-Dinner teil. Anfang 2011 lief die Kinder- und Jugendserie Schloss Einstein, in der sie die Rolle der Liane Fußmann übernahm.
Im Februar 2008 veröffentlichte sie ihr erstes Buch mit dem Titel „Mama-Trost-Buch – Auch andere Mütter erziehen Monster“. Sie beschreibt darin das Leben mit Kindern und unterzieht Erziehungsratgebern einer harten Prüfung. 2009 folgte „Mamas wissen mehr – das schräge Fachwissen der Mütter“. Es ist eine Hommage an die Mütter und erläutert auf humorvolle Weise das umfassende Wissen, das sich eine Mutter durch das Leben mit einem Kind aneignet. 2011 erschien das Buch „Spielen macht Schlau, Spaß ohne Computer und Co.“, 2012 ihr erster Roman „Mann zu verschenken“ und 2013 eine weitere Erziehungssatire mit dem Titel „Pimp your Kid – Fragen Sie nicht, was Sie für Ihr Kind tun können, fragen Sie, was Ihr Kind für Sie tun kann“.
Von Februar bis April 2013 war sie wieder in der Daily-Soap Unter uns zu sehen.
2014 veröffentlichte sie sowohl ihr Buch „Körpersprache einfach nutzen: Eine Schauspielerin verrät die besten Tricks für Alltag, Flirt und Job“ als auch „111 Gründe, einen Mord zu begehen: Ein Loblied auf die konsequente Art der Konfliktlösung“. 2019 veröffentlichte sie das Buch zur Körpersprache Wirke, wie du willst: Wie du deine Körpersprache gezielt einsetzt. Sicheres Auftreten, wenn es darauf ankommt.
Yvonne de Bark ist verheiratet mit Volker Mießeler, Bürgermeister der Kreisstadt Bergheim und hat zwei Kinder (* 2003 und * 2005), mit denen sie in Rösrath lebt.

## Filmografie (Auswahl)
- 1994: Drei zum Verlieben (Fernsehserie, 11 Folgen)
- 1995: Trinity und Babyface (Trinità & Bambino… e adesso tocca di noi)
- 1995: Edgar Wallace – Der Blinde
- 1996: Zeit des Schweigens
- 1997: Der Fahnder (Fernsehserie, Folge Ausgeliefert)
- 1997: Marienhof (Soap, 7 Folgen)
- 1998: Für alle Fälle Stefanie (Fernsehserie, Folgen 3x55–3x56)
- 1999, 2003: Alarm für Cobra 11 – Die Autobahnpolizei (Fernsehserie, Folgen Schattenkrieger, Verraten und verkauft)
- 1999: Dr. Stefan Frank – Der Arzt, dem die Frauen vertrauen (Fernsehserie, Folge Ins eigene Fleisch)
- 2000: Die Wache (Fernsehserie, Folge Tödliche Illusion)
- 2000–2001: Die Motorrad-Cops – Hart am Limit (Fernsehserie, 23 Folgen)
- 2001: FinalCut.com
- 2004: Mörderischer Plan
- 2004: Im Namen des Gesetzes (Fernsehserie, Folge Verhör ohne Gnade)
- 2005: Hallo Robbie! (Fernsehserie, Folge Robbie sieht doppelt)
- 2006–2009: Unter uns (Fernsehserie)
- 2008, 2011: Küstenwache (Fernsehserie, 2 Folgen)
- 2010: Schloss Einstein (Fernsehserie, 4 Folgen)
- 2011: Die Rosenheim-Cops (Fernsehserie, Folge Mord auf Raten)
- 2011: Näher als Fern
- 2011: Schwarzer Schnee
- 2011: Ein Fall für zwei (Fernsehserie, Folge Abgezockt)
- 2013: Schicksale – und plötzlich ist alles anders
- 2013: Der Lehrer (Fernsehserie, Folge Ich hab ja gesagt, ich bin dein Lehrer)
- 2015: Der Alte (Fernsehserie, Folge Blutige Spur)

## Veröffentlichungen
- Das Mama-Trost-Buch: Auch andere Mütter erziehen Monster … Ueberreuter, Wien 2008, ISBN 978-3-8000-7355-9.
- Mamas wissen mehr: Das schräge Fachwissen der Mütter. Ueberreuter, Wien 2010, ISBN 978-3-8000-7455-6.
- Spielen macht schlau: Spaß ohne Computer & Co. Ueberreuter, Wien 2011, ISBN 978-3-8000-7504-1.
- Mann zu verschenken. 1. Auflage. Solibro Verlag, 2012, ISBN 978-3-932927-50-8.
- Pimp Your Kid – Frage nicht, was du für dein Kind tun kannst. Frage, was dein Kind für dich tun kann! Schwarzkopf & Schwarzkopf, 2013, ISBN 3-86265-208-4.
- Körpersprache einfach nutzen. Humboldt, Hannover 2014, ISBN 978-3-86910-487-4.
- 111 Gründe, einen Mord zu begehen: Ein Loblied auf die konsequente Art der Konfliktlösung. Schwarzkopf & Schwarzkopf, 2014, ISBN 978-3-86265-402-4.
- Wirke, wie du willst: Wie du deine Körpersprache gezielt einsetzt. Sicheres Auftreten, wenn es darauf ankommt Humboldt, 2019, ISBN 978-3-8426-4206-5.